# Phorusrhacos
Phorusrhacos ist eine ausgestorbene Vogelgattung aus der Familie der Phorusrhacidae („Terrorvögel“), die im Miozän in Südamerika lebte. Einzige Art ist Phorusrhacos longissimus.

## Merkmale
Phorusrhacos gehörte zu den größeren Vertretern der Terrorvögel, war aber graziler und nicht so massig gebaut wie andere der riesenhaften Laufvögel, etwa aus den Gattungen Devincenzia oder Paraphysornis. Der Tarsometatarsus war lang und schlank (an einem Exemplar 362 mm erhalten, rekonstruiert 370 mm), er erreichte etwa 70 Prozent der Länge des Tibiotarsus, beide besaßen in etwa den Durchmesser wie beim rezenten Strauß (Gattung Struthio), was auf einen agilen Läufer schließen lässt. Von der Art sind zahlreiche Knochen, meist als Fragmente, aus vielen Körperteilen erhalten, die aber nur unter Vorbehalten eine Gesamtrekonstruktion erlauben. Fast alle Funde stammen aus dem 19. Jahrhundert. Der erste Fund (das Typusexemplar) umfasst den größten Teil eines Unterkiefers ohne das vordere (rostrade) Ende. Später wurde ein fast vollständiger Schädel gefunden, der aber bei der Bergung in kleine Fragmente zerfiel. Insgesamt liegen verschiedene weitere Schädelfragmente, auch Reste des Oberschnabels mit der Schnabelspitze, und verschiedene Abschnitte der Fuß- und Beinknochen, darunter ein Femur und verschiedene Fingerknochen (Phalangen) vor.
Für die Art wurde, mit verschiedenen allometrischen Rechenmethoden, eine Körpermasse von etwa 93 Kilogramm bis 130 Kilogramm errechnet. In Lebensrekonstruktionen erreicht sie etwa die Höhe eines erwachsenen Menschen.

## Forschungsgeschichte
Phorusrhacos war der erste der südamerikanischen Terrorvögel, der entdeckt und wissenschaftlich beschrieben wurde. Allerdings wurde das Fossil nach der Entdeckung völlig verkannt und einer Säugetier-Art zugeschrieben. Das Typusexemplar der Art wurde 1887 von dem Argentinier Carlos Ameghino in der schon damals für ihren Fossilreichtum berühmten Santa-Cruz-Formation entdeckt und von seinem Bruder und engsten Mitarbeiter Florentino Ameghino, damals noch Subdirektor und Sekretär des La-Plata-Museums, als fossiles Säugetier (Edentata incertae sedis) beschrieben. Florentino Ameghino änderte den Namen später ab in Phororhacos, was aber später als ungerechtfertigte jüngere Emendation angesehen und verworfen wurde. Bald nach dem Fund überwarfen sich die Ameghinos mit ihrem damaligen Chef, dem Direktor des Museums Francisco Pascasio Moreno, und schieden aus dem Museum aus, blieben aber als Paläontologen tätig, indem sie vom Verkauf von Fossilien und privaten Mitteln aus dem Betrieb eines Kiosks lebten. Zwischen Ameghino und Moreno entwickelte sich bald eine erbitterte Feindschaft und eine persönliche Fehde, ähnlich den berühmteren Bone Wars zwischen den (zeitgenössischen) nordamerikanischen Forschern Othniel Charles Marsh und Edward Drinker Cope. Wie bei diesen führte die Fehde zu einem Wettrennen um neue Funde und zu oft ungenauen und übereilten Erstbeschreibungen, um dem Rivalen zuvorzukommen. Die Ameghinos enthielten Teile ihrer Funde dem Museum vor, sie gelangten später ins Museo Argentino de Ciencias Naturales Bernardino Rivadavia, dessen Direktor Florentino Ameghino wurde.
Moreno setzte, wie die Ameghinos, seine Sammeltätigkeit fort. 1888 entdeckte er am Monte Hermoso neben zahlreichen Säugetierknochen neue Funde, die er als Reste ausgestorbener, riesenhafter Vögel erkannte, die den, damals schon aus Europa bekannten, Gastornis an Größe gleichkamen. Er beschrieb seine Funde als Mesembriornis milneedwardsi (zu Ehren von Alphonse Milne-Edwards), eine etwas später entdeckte zweite Art als Palaeociconia australis. Bis 1889 entdeckten von ihm ausgesandte Expeditionen am Río Santa Cruz Fossilien noch größerer Vögel, die offenbar den rezenten Strauß an Größe übertrafen. Diese Entdeckungen blieben den Ameghinos nicht verborgen, die aber zunächst keine Verbindung mit ihrem Fund sahen. Nachdem Carlos aber 1891 einen fast vollständigen Schädel von Phorusrhacos entdeckte, wurde ihnen klar, dass es sich dabei ebenfalls um einen riesenhaften Vogel gehandelt haben musste. Florentino Ameghino publizierte diese Änderungen, ohne Moreno und dessen Funde auch nur zu erwähnen, und versuchte später durch einige Manipulationen, die erste Erwähnung der Riesenvögel seinem Bruder zuzuschanzen. Die Ameghinos und Moreno, mit seinem neu angestellten Subdirektor, dem Schweizer Alcides Mercerat, publizierten nun Erstbeschreibungen von Vogelfossilien um die Wette, um die Rivalen um den Ruhm der Erstbeschreibung zu bringen. Schon 1891 brachten Moreno und Mercerat eine umfangreiche Monographie, Catálogo de los pájaros fósiles de la República Argentina conservados en el Museo de La Plata, heraus, in der zahlreiche Arten neubeschrieben wurden, darunter die Gattungen Stereornis, Darwinornis, Owenornis, alle später von Ameghino mit Phorusrhacos synonymisiert. Ameghino konterte mit Enumeración de las aves fósiles de la República Argentina noch im selben Jahr, in dem er dem Werk von Moreno jeden wissenschaftlichen Wert absprach. Da beide Parteien bald keine Zugang mehr zu neuem Fossilmaterial hatten und sich anderen Interessen zuwandten – Mercerat gab die Wissenschaft vollständig auf und verkaufte seine Sammlung nach London –, kam die Fehde zwischen beiden ca. 1897 zu einem Ende.
Fast alle Funde von Phorusrhacos wurden entweder von Ameghino (1887, 1889, 1895) oder von Moreno und Mercerat 1891, unter verschiedenen synonymen Namen, veröffentlicht. Eine Reihe weiterer Arten, die in der Gattung beschrieben worden waren, werden nun in andere Gattungen gestellt. Im Jahr 2019 wurden die Reste eines rekonstruiert wohl rund 54 cm langen Schädels mit Unterkiefer aus der Fundstelle Cerro de los fósiles am Lago Belgrano nahe der argentinisch-chilenischen Grenze vermeldet. Ein Wirbel aus der Fundstelle Puesto Estancia La Costa an der argentinischen Atlantikküste gehört aufgrund der Größe vermutlich auch zu Phorusrhacos. Beide Fundstellen sind der Santa-Cruz-Formation zuzuweisen.

## Systematik und Taxonomie
Die Art wird in die Familie der Phorusrhacidae („Terrorvögel“) eingeordnet, die mit den heute noch in Südamerika vorkommenden Seriemas (Cariamidae) in das Taxon Cariamae vereint werden. Darin bildet sie mit den Gattungen Devincenzia, Kelenken und Titanis die Unterfamilie der Phorusrhacinae. Diese Gliederung, als eine von fünf Unterfamilien, wurde in der modernen Form von Herculano Alvarenga und Elizabeth Höfling aufgestellt. Alvarenga und Kollegen konnten sie in ihrer kladistischen Analyse (wegen einiger nicht aufgelöster Polytomien) nicht vollständig reproduzieren, sehen sie aber in ihrer Interpretation der Ergebnisse als gerechtfertigt an.
Später, im Jahr 2015, stellten Federico J. Degrange und Kollegen allerdings eine andere Gliederung auf. Laut dieser erwiesen sich die Phorusrhacinae als polyphyletisch und vermischten sich mit den Angehörigen weiterer Unterfamilien, den Physornithinae und den Patagornithinae. Die sich dadurch abzeichnende Gruppe setzte sich demnach weitgehend aus den großen Formen der Familie mit einem Gewicht von über 70 kg zusammen; sie wurde vorläufig als jene der „echten Terrorvögel“ bezeichnet. Ihr gegenüber stand wiederum eine Gruppe eher kleinwüchsiger Vertreter, die in die Unterfamilien der Psilopterinae und der Mesembriornithinae eingeschlossen sind und denen zum Teil noch gewisse Flugeigenschaften zugesprochen werden können. Sie erhielt den ebenfalls vorläufigen Terminus „Psilopterines“. Diese Zweiteilung fand durch nachfolgende Studien Bestätigung. Ein Übersichtswerk aus dem Jahr 2017 fasste daher alle größeren Formen der „Terrorvögel“ in der Unterfamilie der Phorusrhacinae zusammen. Abweichend davon befürwortete eine weitere Untersuchung aus dem Jahr 2024 aber wieder die Abtrennung der Physornithinae und Patagornithinae und die Aufteilung der verbliebenen großen Angehörigen der Phorusrhacinae in eine grazilere und eine robustere Linie. Hierbei ist Phorusrhacos am nächsten mit Titanis verwandt.

## Paläoökologie

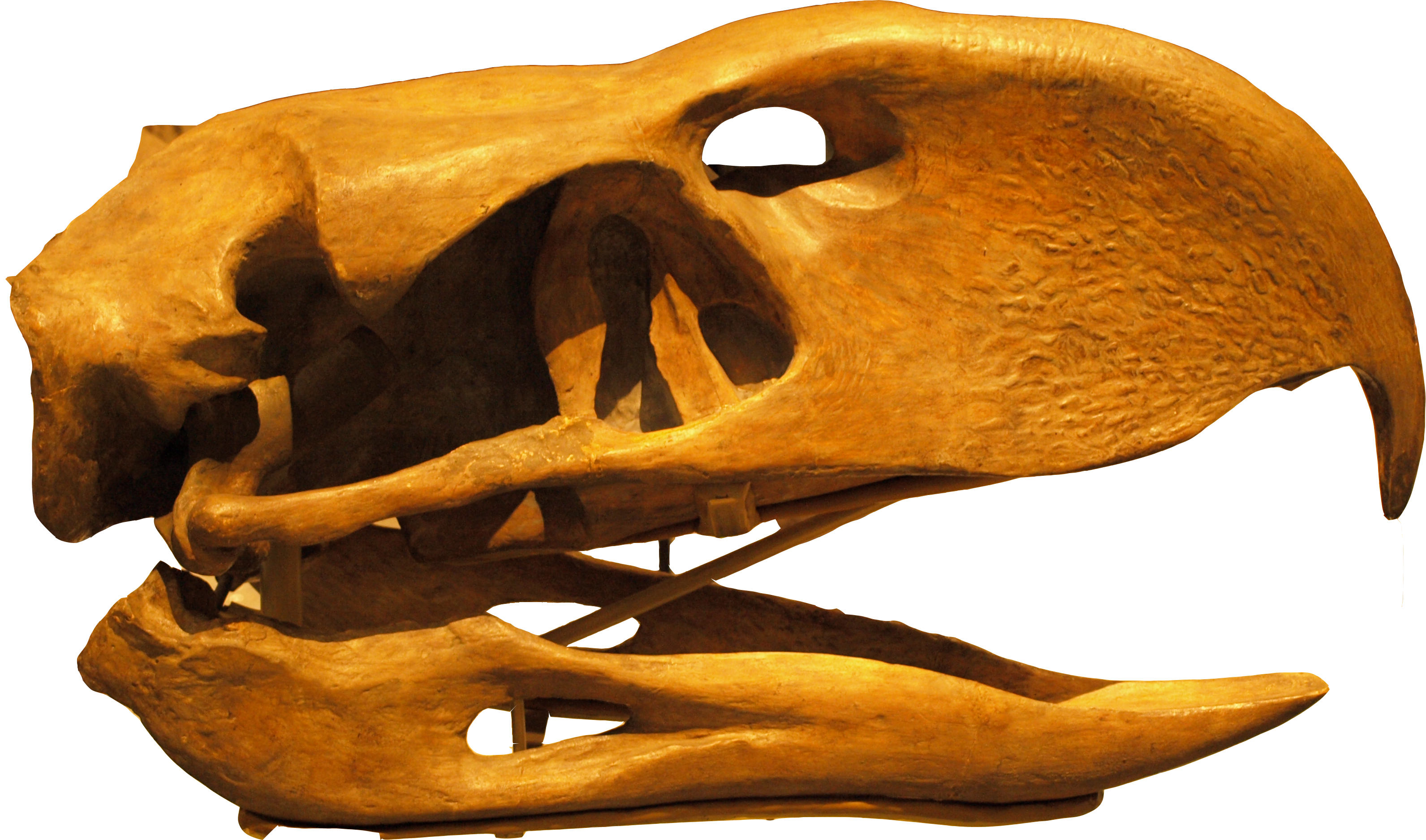
Rekonstruierter Schädel von Phorusrhacos longissimus

Für die Santa-Cruz-Formation, die die einzigen Funde der Gattung und Art erbrachte, wird für das Miozän eine Lage auf etwa der heutigen Breite, und damit außerhalb der Tropen, rekonstruiert. Da das Gebirge der Anden noch nicht aufgewölbt war, lag die Region den Westwinden gegenüber offen und war vermutlich regenreicher als heute. Aufgrund der Flora und Fauna wird ein deutlich wärmeres und feuchteres Klima als heute rekonstruiert. Da sowohl an offene Grasländer adaptierte Arten wie auch Baumbewohner zur Fauna gehörten, erscheint eine Savannen- oder Parklandschaft, mit eingestreuten Sümpfen und Feuchtgebieten, wahrscheinlich. Die Terrorvögel waren, ihrem Körperbau nach, vermutlich Bewohner einer offenen, baumarmen oder -freien Landschaft.
Mit Phorusrhacos longissimus gemeinsam wurden, in denselben Schichten, noch vier weitere Arten von Terrorvögeln gefunden, Patagornis marshi, Psilopterus lemoinei und Psilopterus bachmanni. Mit Körpermassen von jeweils etwa 26, 15 und 5 Kilogramm waren diese erheblich kleiner als Phorusrhacos. Vermutlich waren die Arten, angepasst an Beute verschiedener Größe, gegeneinander eingenischt. Eine vergleichbar reiche fossile Fauna ist von keiner anderen Lagerstätte bekannt geworden.